# 阿夫沙尔
阿夫沙爾（英語：Afshar），為屬於烏古斯突厥人的其中一個部落族群。阿夫沙爾人原本在中亚一帶過著游牧的生活，日後才陸續移居至現今的伊朗阿塞拜疆、阿塞拜疆與東安那托利亞地區定居，在薩法維王朝的統治時期，部分的阿夫沙爾人再度被遷移到大呼罗珊、克尔曼和馬贊德蘭等地居住。現今的阿夫沙爾族群被劃分為阿塞拜疆族 或土庫曼人 等不同的支系。直至今日，居住於伊朗的部分阿夫沙爾族裔仍然維持古老的游牧傳統，另外在安那托利亞、伊朗北部與阿塞拜疆地區皆有阿夫沙爾的部落居住。在歷史上，阿夫沙爾人也建立過許多的王朝，諸如阿夫沙尔王朝、卡拉曼侯國 、巴庫汗國 、贊詹汗國與烏爾米耶汗國等國家。
於1736年成為波斯沙阿的纳迪尔沙便是出身於阿夫沙爾人的庫爾克里（波斯语：قرخلو‎）氏族。
土耳其的阿夫沙爾族裔，主要分布於開塞利省的薩爾利茲、托馬爾扎與潘爾巴夏等地區，以及阿达纳、卡赫拉曼馬拉什與加濟安泰普省分的幾個村莊。

## 土耳其的阿夫沙爾人
今日生活在土耳其的阿夫沙爾族群，絕大多數是於纳迪尔沙所建立的阿夫沙尔王朝滅亡後，從波斯地區遷移到奥斯曼帝国的後裔。搬遷到奧斯曼帝國的阿夫沙爾人在當時奧斯曼政府的壓迫下，被迫從原本的游牧傳統轉變為定居的生活型態，著名的阿夫沙爾吟遊詩人達達勒奧盧在他的詩作中對此發出哀嘆，並訴說著阿夫沙爾人的出身與過往的光輝歷史：

"Kabaktepe asıl köyüm

Nadir Şah'tan gelir soyum"
卡巴克山丘為吾輩之故鄉， 

先祖納迪爾沙乃吾等之血脈

縱使阿夫沙爾人在被迫定居於固定生活地點後，仍試圖保持烏古斯突厥人傳統的遊牧方式與技巧，但阿夫沙爾的當地領袖柯贊奧盧（Kozanoğlu）與詩人達達勒奧盧對奧斯曼帝國所作出的抵抗呼聲最終仍是徒勞無功的，現今居住於土耳其的阿夫沙爾人依舊失去了過往游牧民族的精神和技能。